# Bief-du-Fourg
Bief-du-Fourg é uma comuna francesa na região administrativa de Borgonha-Franco-Condado, no departamento de Jura. Estende-se por uma área de 10,2 km². Em 2010 a comuna tinha 208 habitantes (densidade: 20,4 hab./km²).